# Luca Zidane
Luca Zidane Fernández (Marsiglia, 13 maggio 1998) è un calciatore francese con cittadinanza spagnola, portiere del Granada.

## Biografia
Nato a Marsiglia dall'allenatore ed ex calciatore Zinédine Zidane e della moglie Véronique Fernández, è il secondo di quattro fratelli (Enzo, Theo ed Elyaz) anch'essi calciatori cresciuti come lui nell'academy del Real Madrid. Ha origini franco-algerine per via del padre e spagnole per la madre.

## Carriera

### Club

#### Real Madrid
Cresciuto nel settore giovanile del Real Madrid, in cui è entrato quando aveva solo sei anni, percorre tutta la trafila delle giovanili del club spagnolo fino a raggiungere la seconda squadra nel 2016. Fa il suo esordio in un incontro ufficiale a 18 anni il 20 agosto 2016 in occasione del match di Segunda División B vinto 3-2 contro la Real Sociedad B..
Il 19 maggio 2018 debutta con la prima squadra dei Blancos, in occasione dell'incontro di Primera División pareggiato 2-2 contro il Villarreal.
L'anno seguente si guadagna il posto da titolare nella seconda squadra dove colleziona 30 presenze e raggiunge i play-off, uscendo esce al primo turno per mano del Cartagena FC; il 31 marzo 2019 gioca nuovamente da titolare in prima squadra nel match vinto 3-2 contro l'Huesca.

#### Racing Santander
Il 9 luglio 2019 viene ceduto in prestito al Racing Santander, in Segunda División; con i verdiblancos disputa una stagione da titolare collezionando 33 presenze in campionato – tutte da titolare – non riuscendo però ad evitare la retrocessione del club in Segunda División B.

#### Rayo Vallecano
Rimasto svincolato dopo la conclusione del contratto con il Real Madrid, il 5 ottobre 2020 viene tesserato dal Rayo Vallecano, con cui firma un contratto biennale diventando il secondo portiere del club alle spalle del più esperto Stole Dimitrievski. Al termine della stagione ottiene la promozione in Primera División giocando da titolare le partite dei play-off per via della convocazione di Dimitrievski agli Europei con la Macedonia del Nord.

#### Granada
Il 6 luglio 2024 il Granada ha pagato la clausola presente nel suo contratto e l'ha acquistato a titolo definitivo con un contratto triennale.

### Nazionale

#### Nazionali giovanili
In possesso di doppio passaporto francese e spagnolo, percorre tutta la trafila delle selezioni giovanili dei blues con cui vince da titolare il campionato europeo Under-17 2015.

## Statistiche

### Presenze e reti nei club
Statistiche aggiornate al 2 marzo 2025.
| Stagione                | Squadra                 | Campionato              | Campionato | Campionato | Coppe nazionali | Coppe nazionali | Coppe nazionali | Coppe continentali | Coppe continentali | Coppe continentali | Altre coppe | Altre coppe | Altre coppe | Totale | Totale |
| Stagione                | Squadra                 | Comp                    | Pres       | Reti       | Comp            | Pres            | Reti            | Comp               | Pres               | Reti               | Comp        | Pres        | Reti        | Pres   | Reti   |
| ----------------------- | ----------------------- | ----------------------- | ---------- | ---------- | --------------- | --------------- | --------------- | ------------------ | ------------------ | ------------------ | ----------- | ----------- | ----------- | ------ | ------ |
| 2016-2017               | Real M. Castilla        | SDB                     | 8          | -10        | -               | -               | -               | -                  | -                  | -                  | -           | -           | -           | 8      | -10    |
| 2017-2018               | Real M. Castilla        | SDB                     | 13         | -13        | -               | -               | -               | -                  | -                  | -                  | -           | -           | -           | 13     | -13    |
| 2018-2019               | Real M. Castilla        | SDB                     | 28+2       | -34 + -3   | -               | -               | -               | -                  | -                  | -                  | -           | -           | -           | 30     | -37    |
| Totale Real M. Castilla | Totale Real M. Castilla | Totale Real M. Castilla | 49+2       | -57 + -3   |                 | -               | -               |                    | -                  | -                  |             | -           | -           | 51     | -60    |
| 2017-2018               | Real Madrid             | PD                      | 1          | -2         | CR              | -               | -               | UCL                | -                  | -                  | SU+SS+Cmc   | -           | -           | 1      | -2     |
| 2018-2019               | Real Madrid             | PD                      | 1          | -2         | CR              | 0               | 0               | UCL                | -                  | -                  | SU+Cmc      | -           | -           | 1      | -2     |
| Totale Real Madrid      | Totale Real Madrid      | Totale Real Madrid      | 2          | -4         |                 | 0               | 0               |                    | -                  | -                  |             | -           | -           | 2      | -4     |
| 2019-2020               | Racing Santander        | SD                      | 33         | -42        | CR              | -               | -               | -                  | -                  | -                  | -           | -           | -           | 33     | -42    |
| 2020-2021               | Rayo Vallecano          | SD                      | 11+4       | -8 + -3    | CR              | 0               | 0               | -                  | -                  | -                  | -           | -           | -           | 15     | -11    |
| 2021-2022               | Rayo Vallecano          | PD                      | 8          | -13        | CR              | 5               | -4              | -                  | -                  | -                  | -           | -           | -           | 13     | -17    |
| Totale Rayo Vallecano   | Totale Rayo Vallecano   | Totale Rayo Vallecano   | 19+4       | -21 + -3   |                 | 5               | -4              |                    | -                  | -                  |             | -           | -           | 28     | -28    |
| 2022-2023               | Eibar                   | SD                      | 31+2       | -25 + -3   | CR              | 0               | 0               | -                  | -                  | -                  | -           | -           | -           | 33     | -28    |
| 2023-2024               | Eibar                   | SD                      | 42+2       | -48 +-2    | CR              | 0               | 0               | -                  | -                  | -                  | -           | -           | -           | 44     | -50    |
| Totale Eibar            | Totale Eibar            | Totale Eibar            | 73+4       | -73 + -5   |                 | 0               | 0               |                    | -                  | -                  |             | -           | -           | 77     | -78    |
| 2024-2025               | Granada                 | SD                      | 14         | -19        | CR              | 2               | -2              | -                  | -                  | -                  | -           | -           | -           | 16     | -21    |
| Totale carriera         | Totale carriera         | Totale carriera         | 200        | -227       |                 | 7               | -6              |                    | -                  | -                  |             | -           | -           | 207    | -233   |

## Palmarès

### Club

#### Competizioni nazionali
- Supercoppa di Spagna: 1

Real Madrid: 2017

#### Competizioni internazionali
- UEFA Champions League: 1

Real Madrid: 2017-2018
- Supercoppa UEFA: 1

Real Madrid: 2017

### Nazionale
- Campionato d'Europa Under-17: 1

Bulgaria 2015